# Rio Marina
Rio Marina è un municipio del comune di Rio, nell'isola d'Elba, in provincia di Livorno. Rio Marina ospita la sede comunale col sindaco e la giunta, mentre il consiglio comunale si riunisce a Rio nell'Elba.
È stato un comune autonomo dal 1881 al 31 dicembre 2017. Il municipio, così come il disciolto comune, comprendeva, oltre al capoluogo, anche la frazione di Cavo e l'isola di Palmaiola, per una popolazione totale di 2 191 abitanti.

## Geografia fisica
Situata sulla costa orientale dell'isola d'Elba, è bagnata dal  Canale di Piombino. È posizionata circa 130 km a sud-est di Firenze e 80 km a sud di Livorno. Il municipio di Rio Marina comprende nel proprio territorio anche l'isola di Palmaiola.

## Storia
La zona di Rio Marina, come quella di Capoliveri, è stata sempre molto sfruttata — dai tempi degli etruschi fino alla chiusura delle miniere nel 1981 — per scopi minerari, a causa della forte presenza nel terreno di minerale di pirite, ematite e, in misura minore, di limonite. A differenza delle miniere di Capoliveri, le miniere nel territorio circostante Rio Marina sono  a cielo aperto. Nel periodo etrusco i minerali, dopo esser stati estratti, venivano fusi sul posto, facendo ergere colonne di fumo visibili sin dalla costa (proprio per questo i greci chiamarono quest'isola Aethalìa, che significa appunto «fumosa»); i minerali venivano trasportati anche via mare nella vicina Populonia per poi essere fusi nelle fornaci. Con la nascita del più grande e meglio protetto porto di Piombino, tutti i minerali estratti a Rio Marina e Capoliveri venivano imbarcati, tramite appositi pontili, sulle navi commerciali che li portavano appunto a Piombino; proprio l'intenso traffico commerciale di minerali tra Rio Marina, Capoliveri e la costa ha fatto nascere a Piombino numerose acciaierie, facendo diventare la città piombinese il principale polo siderurgico della Toscana e uno tra i principali in Italia.
A breve distanza dall'abitato, in località Il Piano, si trova l'importante necropoli rupestre di Rio Marina, una sepoltura collettiva risalente all'Eneolitico.
I primi insediamenti documentati risalgono intorno al XV secolo: in quel periodo la zona era conosciuta come «Piaggia di Rio» e costituiva il punto di accesso al mare del vicino centro abitato di Rio nell'Elba. In quel periodo, infatti, le incursioni dei pirati spingevano gli abitanti a costruire i paesi sulle colline; le uniche costruzioni presenti all'epoca erano la "torre di Rio Marina" (essa compare come «Torre di Spiaggia» in una cartografia del 1420 attribuita a Cristoforo Buondelmonti), l'oratorio di San Rocco e alcuni edifici di servizio.
È nel XVIII secolo, quando ormai le incursioni piratesche sono un ricordo, che il borgo comincia a svilupparsi: alcuni padroni di bastimenti e marinai liguri e corsi si trasferiscono alla Marina di Rio e, insieme alle guardie, ai pesatori, ad alcuni pescatori e ad altri padroni e marinai scesi da Rio nell'Elba, danno origine alla prima comunità piaggese.
Ai tempi dell'invasione francese del 1799 il paese conta circa 800 abitanti. È in quel periodo che comincia lo sfruttamento industriale delle miniere di ferro: vengono importate nuove tecnologie e aperte nuove cave. Nel 1841, nonostante la viva opposizione da parte della parrocchia di Rio nell'Elba, un decreto vescovile sancisce la nascita della parrocchia paesana, che troverà sede nella chiesa di Santa Barbara.
È dedicata a questa santa poiché Rio Marina è un paese a vocazione mineraria fin dai tempi più antichi e che per questo motivo l'ha scelta come protettrice. Non fu costruita subito nel luogo dove si trova attualmente, all'ingresso del paese, bensì nel suo centro, dove si trova la piazza del municipio, nell'anno 1843. Quella struttura ebbe vita breve, in quanto sin dal 1850 si verificarono problemi di staticità che consigliarono nel 1860 di abbandonarla e demolirla. Rimase in piedi, fino al 1958, solo il campanile.
Ma la popolazione reclamava una chiesa parrocchiale da intitolarsi a Santa Barbara, essendo il piccolo oratorio esistente di San Rocco poco capiente per una popolazione che era cresciuta in maniera esponenziale assieme allo sviluppo delle attività estrattive; la società ILVA, che aveva costruito gli archi di trasporto a mare del minerale sul passante della vecchia chiesa, sovvenzionò la costruzione della nuova struttura su un proprio terreno. La nuova chiesa venne aperta solennemente al culto il 4 dicembre del 1934 dal vescovo di Massa e Populonia Faustino Baldini e dal parroco Andrea Corsetti.
La costruzione e la decorazione in formelle delle porte lignee è opera di Giuseppe («Tonietto») Carletti, già sindaco del paese per due anni dopo la fine della prima guerra mondiale, che in bassorilievo volle rappresentare la santa patrona, in atteggiamento altero, immersa nell'ambiente di cui era referente salvifica.
Il 13 aprile 2003 la chiesa è stata nuovamente inaugurata dopo un importante restauro conservativo.

Nel 1853 s'insediò nel paese una piccola comunità valdese, attiva fino al giorno d'oggi. È infatti presente la "Casa Valdese", che ospita i turisti nel periodo estivo, e un tempio dove si professa il valdismo.

Territorio dell'ex comune di Rio Marina all'interno della provincia di Livorno fino al 2018

Con la spinta delle miniere il paese vide una forte crescita demografica, fino a raggiungere l'apice alla fine del XIX secolo, quando possedeva una delle migliori flotte della penisola ed era diretto da uomini economicamente forti e politicamente determinati. È di questo periodo la costituzione del comune autonomo: per celebrare l'occasione, sulla cima della torre ottagonale, ormai inutilizzata, venne costruita una torretta con l'orologio, dando al monumento l'aspetto attuale.
A cavallo del 1900 il paese visse una profonda crisi, che terminò quando la società ILVA ottenne il possesso dell'intera catena produttiva delle miniere di Rio, dall'estrazione al trasporto. Furono momenti di ricchezza per il paese, ma le condizioni di lavoro in miniera erano proibitive: turni di dodici ore in un ambiente malsano, con la povertà degli operai che costringeva anche gli anziani e le donne a lavorare. In questo periodo giunsero a Rio le nuove idee socialiste ed anarchiche e nacque nel 1904 la sede locale del Partito Socialista Italiano.
Nel 1911 si aprì una dura lotta degli operai contro i dirigenti delle miniere, che si concluse con la cocente sconfitta del proletariato e il licenziamento di molti operai. Nove anni dopo, in pieno biennio rosso, venne addirittura tentata l'occupazione e l'autogestione delle miniere, ma, nonostante l'aiuto della giunta comunale socialista, anche questo tentativo fallì.
Con l'avvento delle nuove tecnologie, le miniere subirono un brusco ridimensionamento, fino alla chiusura definitiva nel 1981. Dopo la chiusura delle miniere l'attività estrattiva ha lasciato il passo allo sviluppo turistico, trasformando così Rio Marina in una fiorente località balneare. Durante una forte mareggiata (28 ottobre 2018) è crollato il vecchio pontile, detto "Ponte di Vigneria", per l'imbarco del minerale ferroso.
Il 1º gennaio 2018 il comune di Rio Marina si è fuso con quello di Rio nell'Elba, dando origine al comune di Rio.

### Simboli
Lo stemma comunale non venne formalmente concesso e si poteva blasonare:
L'aquila e le api sono simboli napoleonici scelti dal Consiglio Comunale nella sua prima seduta del 10 luglio 1882, in conseguenza del fatto che Napoleone, durante il suo soggiorno all'Elba, aveva già elevato Marina di Rio (l'attuale Rio Marina) a comune autonomo.

## Monumenti e luoghi d'interesse

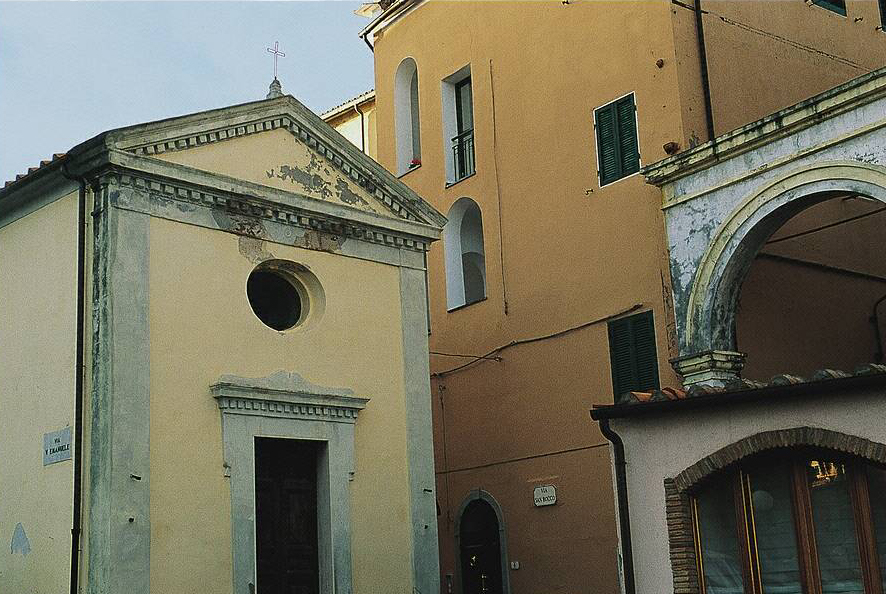
La chiesa di San Rocco prima del restauro del 2012

### Architetture religiose
- Chiesa di Santa Barbara
- Chiesa di San Rocco
- Tempio evangelico valdese

### Architetture civili
- Faro di Rio Marina

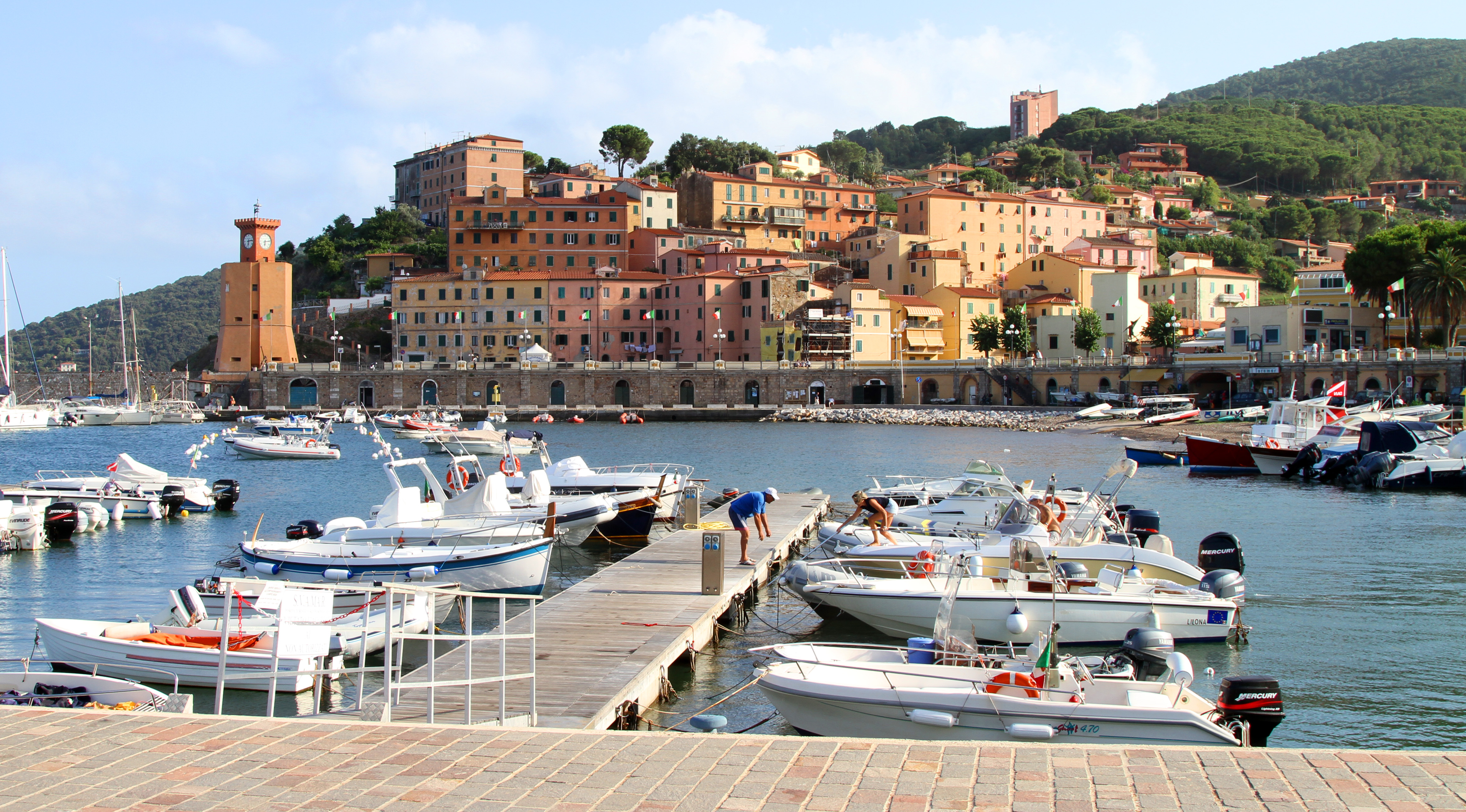
Veduta del centro storico

- Stazione di vedetta di Capo Ortano, sull'omonimo promontorio (ruderi)

### Architetture militari
- Torre di Rio Marina
- Fortezza del Giove

### Siti archeologici
- Necropoli rupestre di Rio Marina

## Società

### Evoluzione demografica

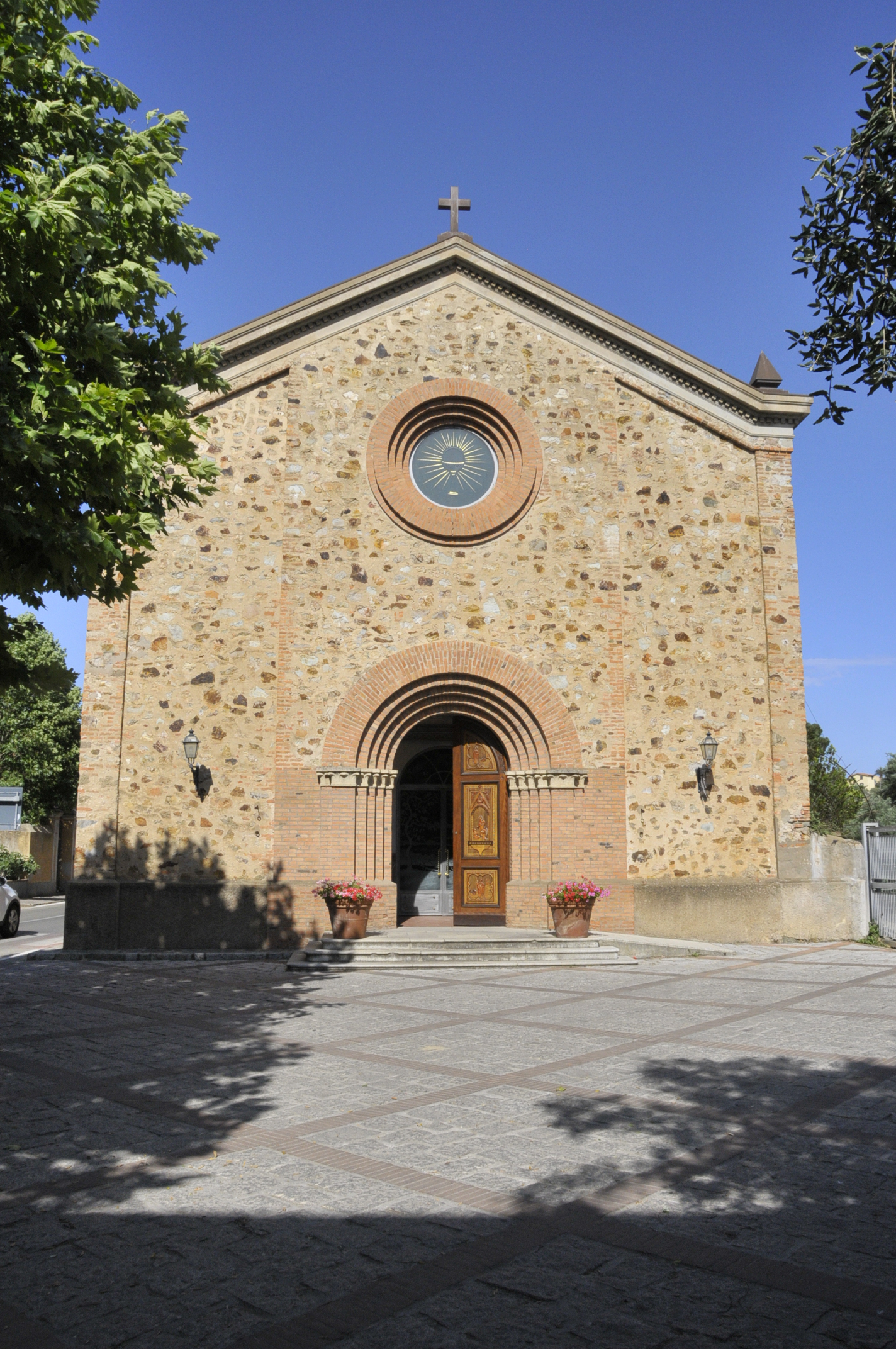
La Chiesa principale intitolata a Santa Barbara

Abitanti censiti

### Etnie e minoranze straniere
Secondo i dati ISTAT al 31 dicembre 2016 la popolazione di Rio Marina era per circa il 92,85% di cittadinanza italiana. La popolazione straniera residente ammontava a 157 persone, il 7,15% della popolazione. Le nazionalità maggiormente rappresentate in base alla loro percentuale sul totale della popolazione residente erano:
1. Romania, 55 – 2,51%
2. Moldavia, 26 – 1,18%
3. Polonia, 14 – 0,64%
4. Germania, 12 – 0,55%
5. Ucraina, 10 – 0,46%

## Economia

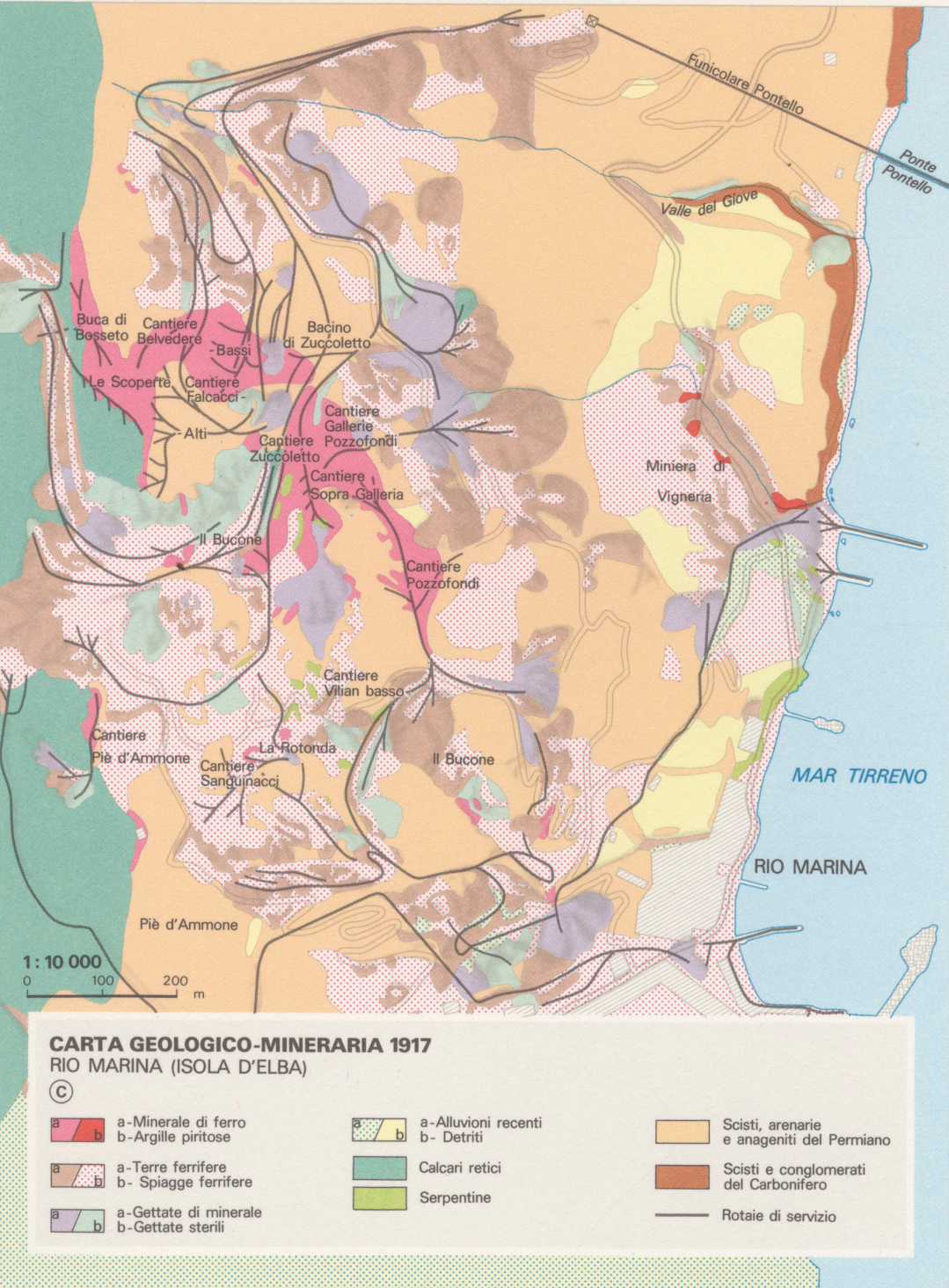
Carta geologico-mineraria di Rio Marina

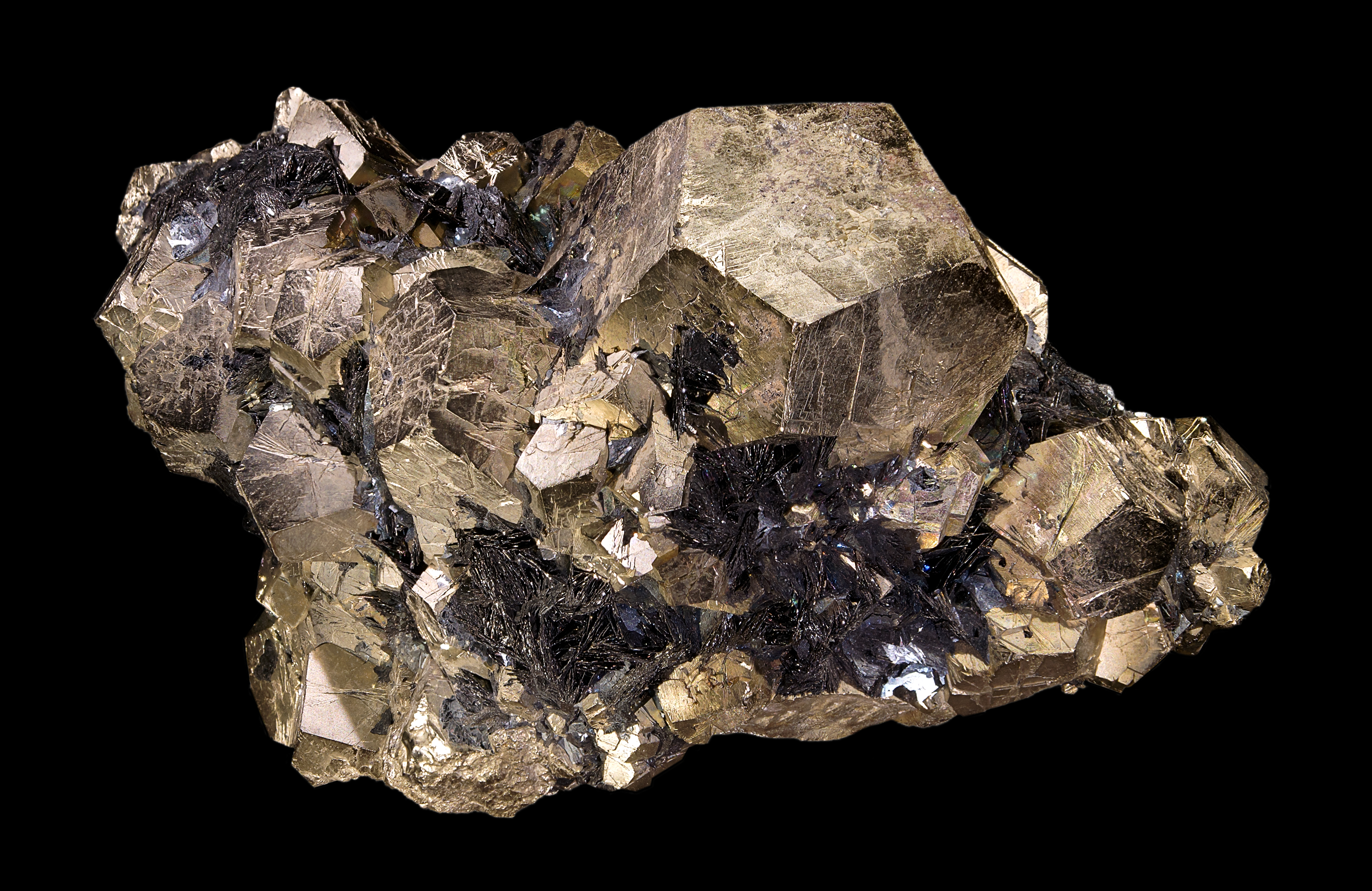
Pirite e ematite di Rio Marina

Rio Marina è stata in passato un centro di fervida attività mineraria. I cantieri principali erano due: la miniera di Rio, situata a nord-ovest rispetto all'abitato, e la miniera di Rioalbano, situata circa dieci chilometri a nord. Inoltre a sud del paese si trovavano le miniere di Ortano, Terra Nera e Capo Bianco.
In tutte le miniere vi era una forte presenza di ematite e, in misura minore, limonite. Molto alta anche la presenza di minerali accessori, come la pirite e altri solfuri.
Miniera di Rioalbano
Procedendo da nord a sud si incontra la miniera di Rioalbano, che si estende dal tratto di costa tra Cala del Telegrafo e Rialbano a tutto il Monte Calendozio. Già ai tempi degli Etruschi e dei Romani il minerale veniva estratto da questa miniera e lavorato in loco.
Il cantiere più a nord è quello delle Fornacelle. Si trova leggermente distaccato rispetto agli altri cantieri della miniera. L'attività in questo cantiere è durata dal 1950 fino al 1968, quando il filone si è esaurito.
A sud delle Fornacelle si trova il cantiere più grande della miniera, detto del Monte Calendozio. Oltre che in epoche antiche è stato sfruttato per oltre 100 anni dal 1860 agli anni '70 del XX secolo, quando il filone si è esaurito.
Altri cantieri erano quelli di Venezia, attivo dal 1920 al 1960, Puppaio, attivo dal 1880 a circa il 1975, e Pistello, attivo dal 1900 all'esaurimento avvenuto nel 1954. Il cantiere delle Conche è il cantiere più a sud della miniera di Rioalbano. Attivo dal 1940 al 1968, si distingue dagli altri per la presenza di un piccolo lago rimasto sul fondo dello scavo, caratterizzato da un forte colorito rosso dovuto agli ossidi di ferro.
Miniera di Rio
In prossimità delle ultime case del paese c'è la miniera di Rio Marina, che arriva fino al Monte Giove. Qui si ricavavano in abbondanza ematite e pirite.
Miniera di Ortano

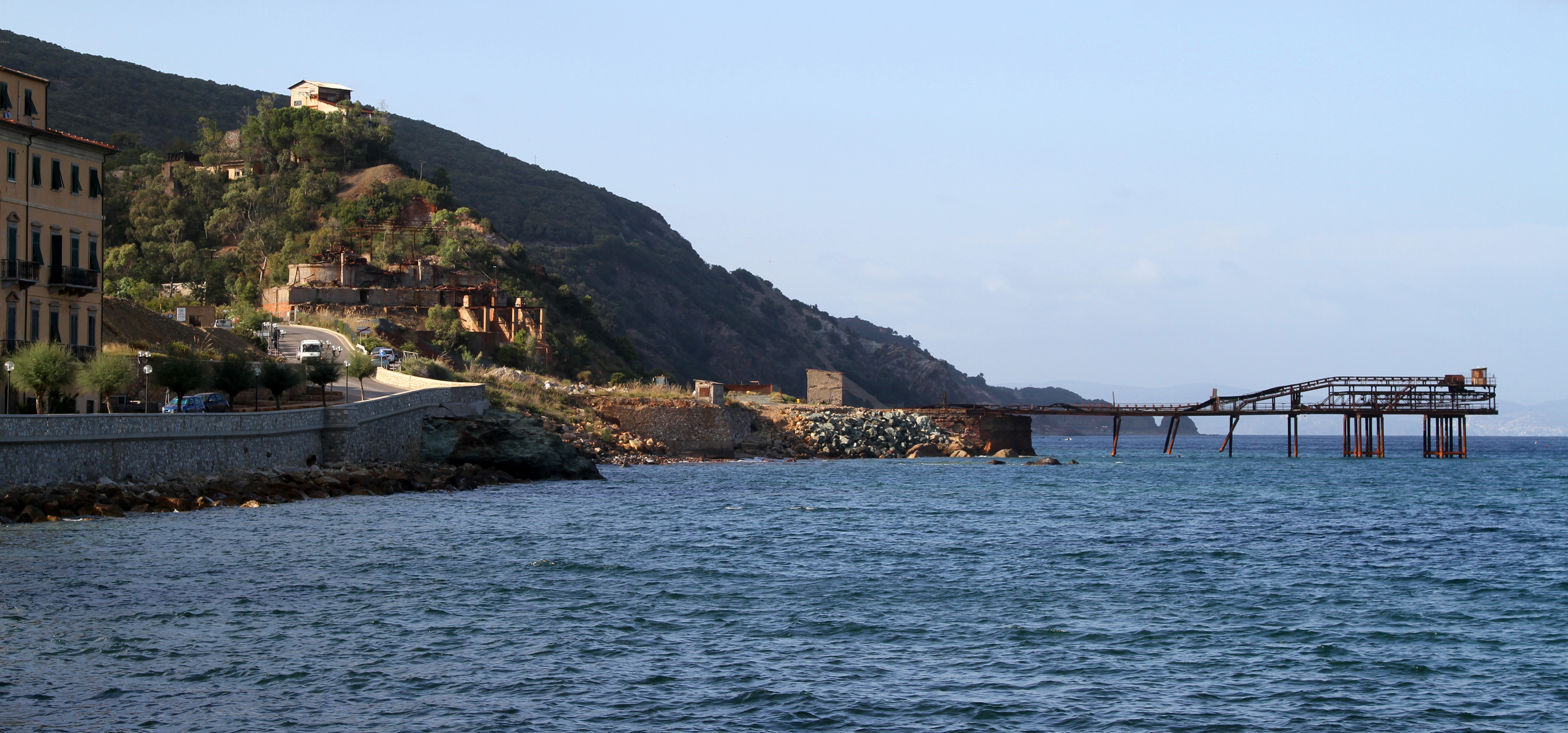
Il pontile minerario di "Vigneria", utilizzato fino al 1981 per versare i minerali provenienti dalle miniere sulle navi cargo dirette a Piombino; è crollato per una forte mareggiata il 28 ottobre 2018

Si trova sulle pendici del Monte Fico, a nord della spiaggia di Ortano. La pirite estratta veniva utilizzata per produrre acido solforico. In questa miniera sono stati rinvenuti cristalli di hedembergite e ilvaite di dimensioni eccezionali.

## Infrastrutture e trasporti

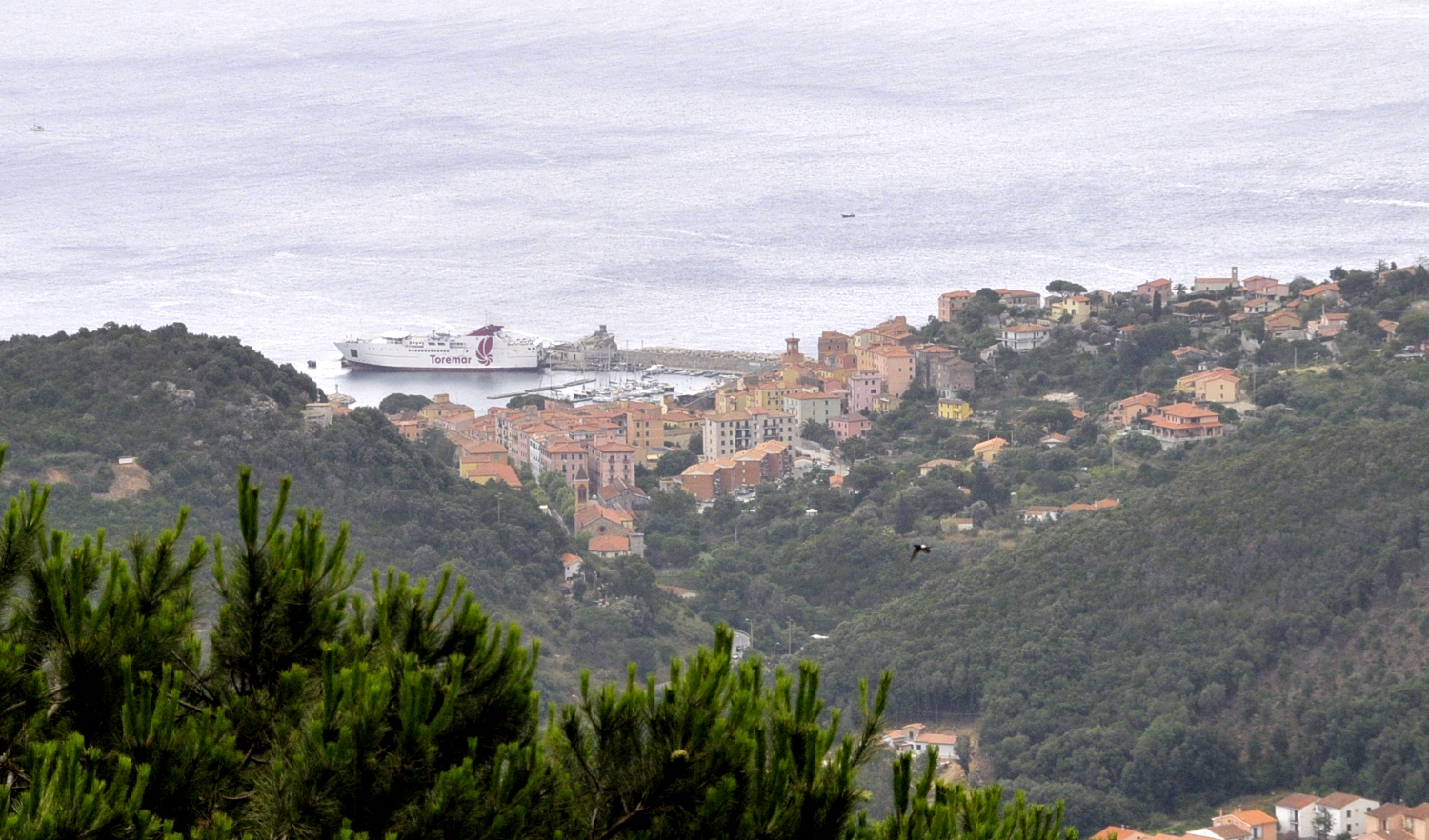
Veduta dell'abitato da Rio nell'Elba. Si nota il porto col traghetto in ultimo piano.

Rio Marina è collegata con gli altri centri dell'Elba tramite una stretta strada provinciale che, proseguendo verso nord, termina dopo aver attraversato la frazione di Cavo; andando verso est e verso sud giunge ai vicini comuni di Porto Azzurro e Capoliveri fino a Portoferraio, centro principale dell'isola. Rio Marina è collegata a Portoferraio anche da un'altra strada molto più breve che, evitando di attraversare gli altri centri sopra citati, valica il monte Volterraio (dove è presente la Fortezza del Volterraio), da cui è possibile osservare, soprattutto nei tramonti estivi, uno splendido panorama sulla rada di Portoferraio e da cui si possono persino intravedere, nelle giornate più nitide, le isole di Gorgona e Capraia.
Rio Marina è collegata tramite traghetto con Piombino e, ogni martedì, con l'isola di Pianosa tramite la compagnia di navigazione Toremar; fino al settembre 2008 era collegata, sempre dalla Toremar, anche al vicino comune di Porto Azzurro. Il trasporto su gomma è gestito da Autolinee Toscane.
Il porto di Rio Marina è stato considerevolmente ristrutturato nel 2001, portando la lunghezza della banchina di attracco per traghetti a 90 metri  e costruendo un nuovo muro a protezione del porto e per creare nuovi ormeggi per barche; è stato innalzata anche una schiera di grandi massi bianchi a protezione del suddetto muro e di quello della banchina d'attracco.
L'area portuale di Rio Marina è stata in parte danneggiata dalla forte mareggiata del 28 e 29 ottobre 2018.

## Amministrazione
Quello che segue è l'elenco degli amministratori del comune di Rio Marina fino al 2018, anno dell'istituzione del comune di Rio.
| Periodo        | Periodo          | Primo cittadino     | Partito                            | Carica              | Note  |
| -------------- | ---------------- | ------------------- | ---------------------------------- | ------------------- | ----- |
| 12 luglio 1988 | 7 giugno 1993    | Elvio Diversi       | Partito Comunista Italiano         | Sindaco             | [ 9 ] |
| 7 giugno 1993  | 28 aprile 1997   | Roberto Antonini    | Partito Democratico della Sinistra | Sindaco             | [ 9 ] |
| 28 aprile 1997 | 14 luglio 2000   | Roberto Antonini    | centro-sinistra                    | Sindaco             | [ 9 ] |
| 14 luglio 2000 | 14 maggio 2001   | Giuseppe Pesce      |                                    | Comm. straordinario | [ 9 ] |
| 14 maggio 2001 | 30 maggio 2006   | Francesco Bosi      | lista civica                       | Sindaco             | [ 9 ] |
| 30 maggio 2006 | 16 maggio 2011   | Francesco Bosi      | lista civica                       | Sindaco             | [ 9 ] |
| 16 maggio 2011 | 2 maggio 2012    | Paola Mancuso       | lista civica: comune protagonista  | Sindaco             | [ 9 ] |
| 2 maggio 2012  | 27 maggio 2013   | Girolamo Bonfissuto |                                    | Comm. straordinario | [ 9 ] |
| 27 maggio 2013 | 31 dicembre 2017 | Renzo Galli         |                                    | Sindaco             | [ 9 ] |